# Erek i Enida
Erek i Enida (oryg. fr. Érec et Énide)  – jeden z romansów rycerskich Chrétiena de Troyes. Datowany na ok. 1160–1165, prawdopodobnie stanowi pierwszy z pięciu zachowanych romansów Chrétiena. Głównymi bohaterami utworu są rycerz króla Artura Erek i jego żona Enida.

## Informacje o utworze
Erek i Enida jest pierwszym zachowanym utworem Chrétiena. Poemat należy do kręgu arturiańskiego, został napisany pomiędzy 1160 a 1165 rokiem, najpóźniej do 1168 roku (Za latami 1160-1164 opowiada się J.-P. Foucher. P. Zumthor datuje utwór na 1165 lub 1170 rok, podobnie P. Walter; P Dembowski optuje za 1170 rokiem).
Utwór jest najpierw nazwany Le Conte d'Erec na początku powieści, a Le Roman d'Erec et Enide pod koniec dzieła. Chrétien podaje w Cligès, swoim następnym utworze, że jest autorem Ereka i Enidy. W wierszach 1672-1706 Chrétien wymienił rycerzy Okrągłego Stołu, pierwszych dziesięciu podając w porządku zasług:
Devant toz les boens chevaliers / doit estre Gauvains li premiers, / li seconz Erec, li filz Lac, / et li tierz Lancelot del Lac / Gonemanz de Goort li quarz / Et li quinz fu li Biau Coarz («Przed wszystkimi dobrymi rycerzami / jako pierwszy powinien być wymieniony Gawain / jako drugi Erek syn Laca / jako trzeci Lancelot z Jeziora / Gonemant z Gort jako czwarty / piąty jest Beau Couard»).
Pierwszego przekładu utworu dokonał na niemiecki około 1190 roku Hartmann z Aue. Swobodny i skrócony przekład polski Romualdy Jarockiej-Nowak i Andrzeja Nowaka Zadziwiająca historia o Ereku i Enidzie / przez imć Chrétiena z Troyes kunsztownie opisana ukazał się w 1996.

## Treść

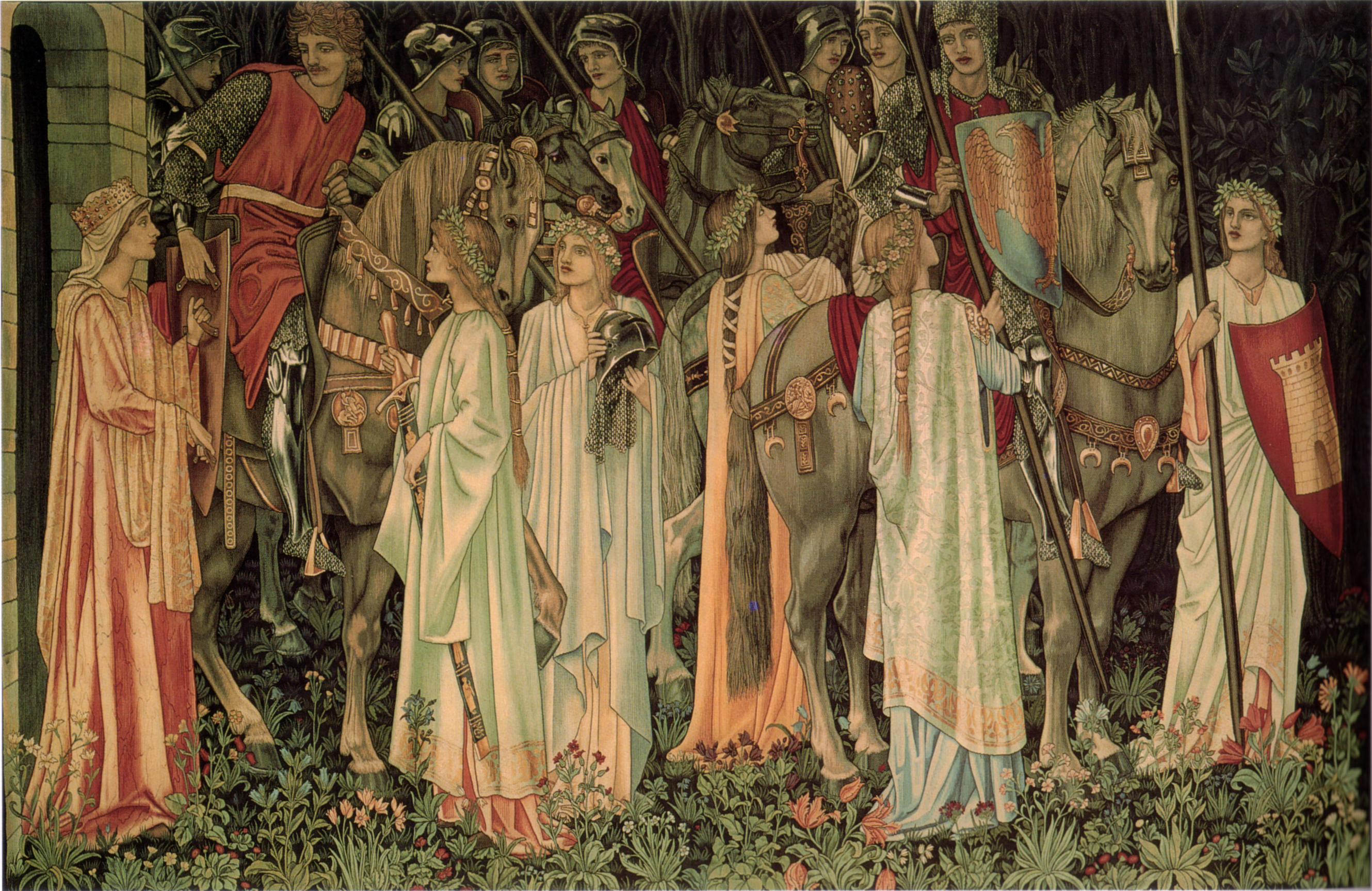
Wyjazd rycerzy Okrągłego Stołu. Gobelin z 1890 roku

Zgodnie ze zwyczajem panującym na dworze króla Artura, ten kto upoluje białego jelenia może pocałować najpiękniejszą pannę na królewskim dworze. Towarzyszący królowej Ginewrze na polowanie Erek, jest świadkiem jak dwórka, poproszona przez nią, by dowiedziała się kim jest przejeżdżający nieopodal rycerz i kobieta, zostaje zraniona batem przez towarzyszącego im karła. Kiedy staje w jej obronie sam otrzymuje raz batem. Wyrusza w pościg, by pomścić zniewagę. Gdy po wielu przygodach powróci, przywiezie prześliczną dziewczynę, Enidę, córkę ubogiego rycerza. To ona otrzyma pocałunek zwycięzcy w łowach. Wkrótce też zostanie żoną Ereka.
Rok spędza Erek u boku swej żony, zapominając o obowiązkach rycerskich. Zaniedbanie to wyrzucają mu towarzysze. Ich wyrzuty docierają do Enidy. Pewnej nocy przez sen wyrywa się jej skarga. Zaniepokojonemu mężowi wyjawia, że martwi się o jego rycerską reputację. Erek nie zwlekając wyrusza w pole, by odzyskać utraconą sławę. Zabiera ze sobą Enidę, nakazując jej absolutne milczenie. Po licznych i trudnych próbach udowadnia żonie swą dzielność, i przekonuje się o jej wierności i uległości. To dzięki przytomności umysłu Enidy, która w decydującym momencie decyduje się złamać milczenie, by ratować życie męża, wychodzą cało z niebezpiecznej przygody. Małżonkowie godzą się. Ratują też rycerza zaklętego w ogrodzie za ścianą powietrza przez kapryśną, pełną pychy wróżkę-kochanicę.

## Charakterystyka utworu
Erek i Enida kreśli drogę młodego rycerz poprzez przygodę i miłość ku pełnej dojrzałości, która rozkwita w szczęśliwym małżeństwie. Przebyte przez bohaterów przygody pozwalają autorowi przedstawić ich duchową przemianę. Wspólne doświadczenia są nie tylko próbą dzielności, ale i miłości, a wspólna wędrówka przeradza się w poszukiwanie szczęścia. Bohaterowie nie tylko sami odnajdują szczęście, ale przyczyniają się do szczęścia innych, o czym świadczy końcowy epizod utworu: uwolnienie rycerza. Chrétien podkreśla tym samym główną tezę powieści o prawdziwości jedynie małżeńskiej miłości-przyjaźni. Miłość prawdziwa zdaniem poety ogarnia całe życie i jest przede wszystkim duchowa. Będąc zarazem związkiem dusz i ciał, miłością cielesną i przyjaźnią jest drogą do doskonałości współmałżonków. Nie może jednak być egoistycznym zaślepieniem, należy ją pogodzić z obowiązkami społecznymi.
Uczeni wskazują na związki utworu ze światem celtyckim. W Ereku pojawiają się liczne zniekształcone imiona celtyckie jak Enita, Gwenyd (u Wenetów boginka wodnica). Epizod zaczarowanego ogrodu odwołuje się do celtyckiego królestwa zmarłych, olbrzymi rycerz może być dawnym bogiem pogańskim, wdarcie się Ereka do ogrodu i jego zwycięstwo nad panem śmierci należy do typowych wątków celtyckich, dama na srebrnym łożu pod sykomorą jest identyfikowana z celtycką wróżką śmierci. Wedle innej hipotezy epizod z panną pod sykomorą może pochodzić z mitologii egipskiej.